# Me Likey
Me Likey è un singolo del rapper statunitense Trippie Redd, pubblicato il 21 giugno 2018.

## Tracce
1. Me Likey – 2:41